# Ambroży Grabowski

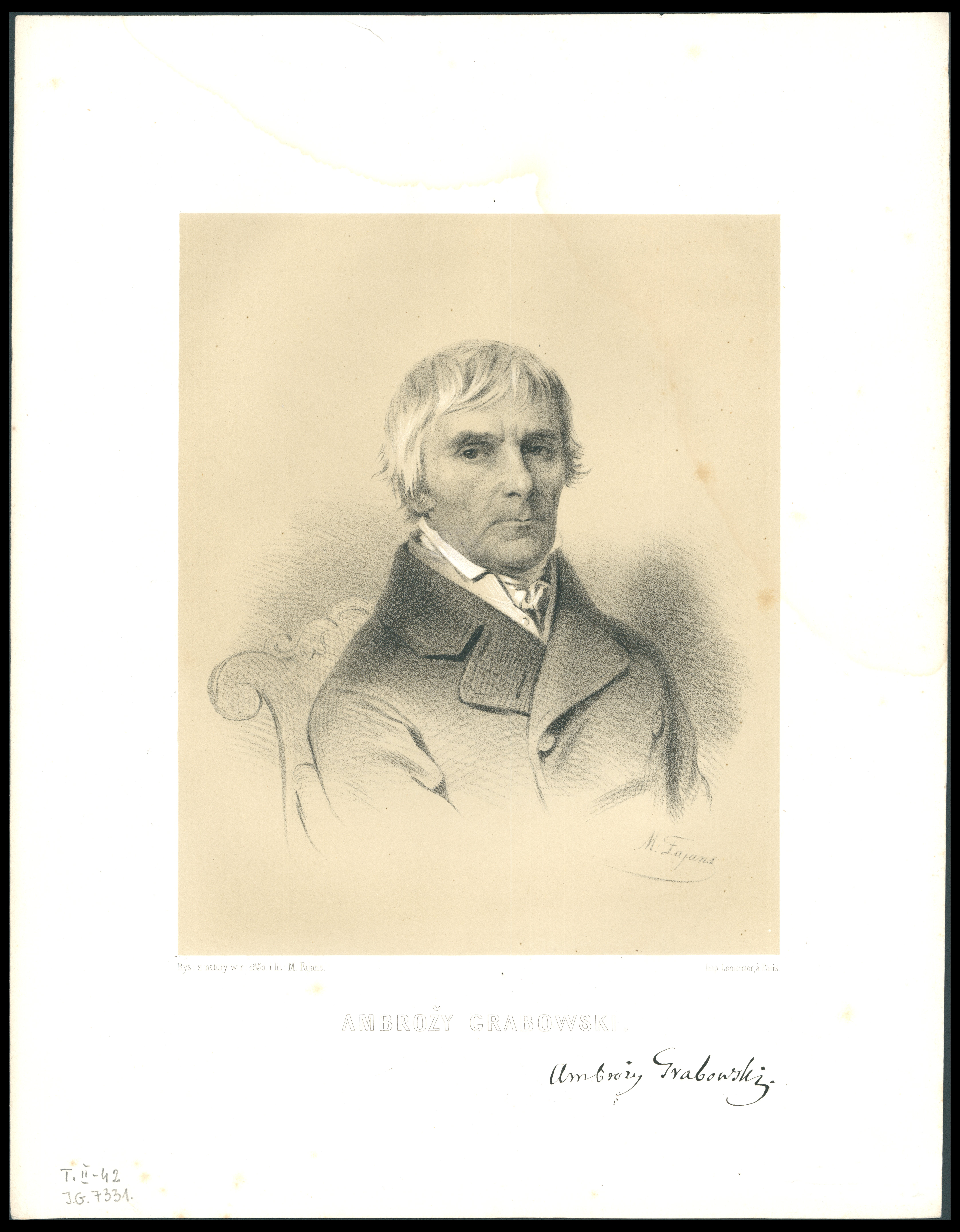
Ambroży Grabowski (1850)

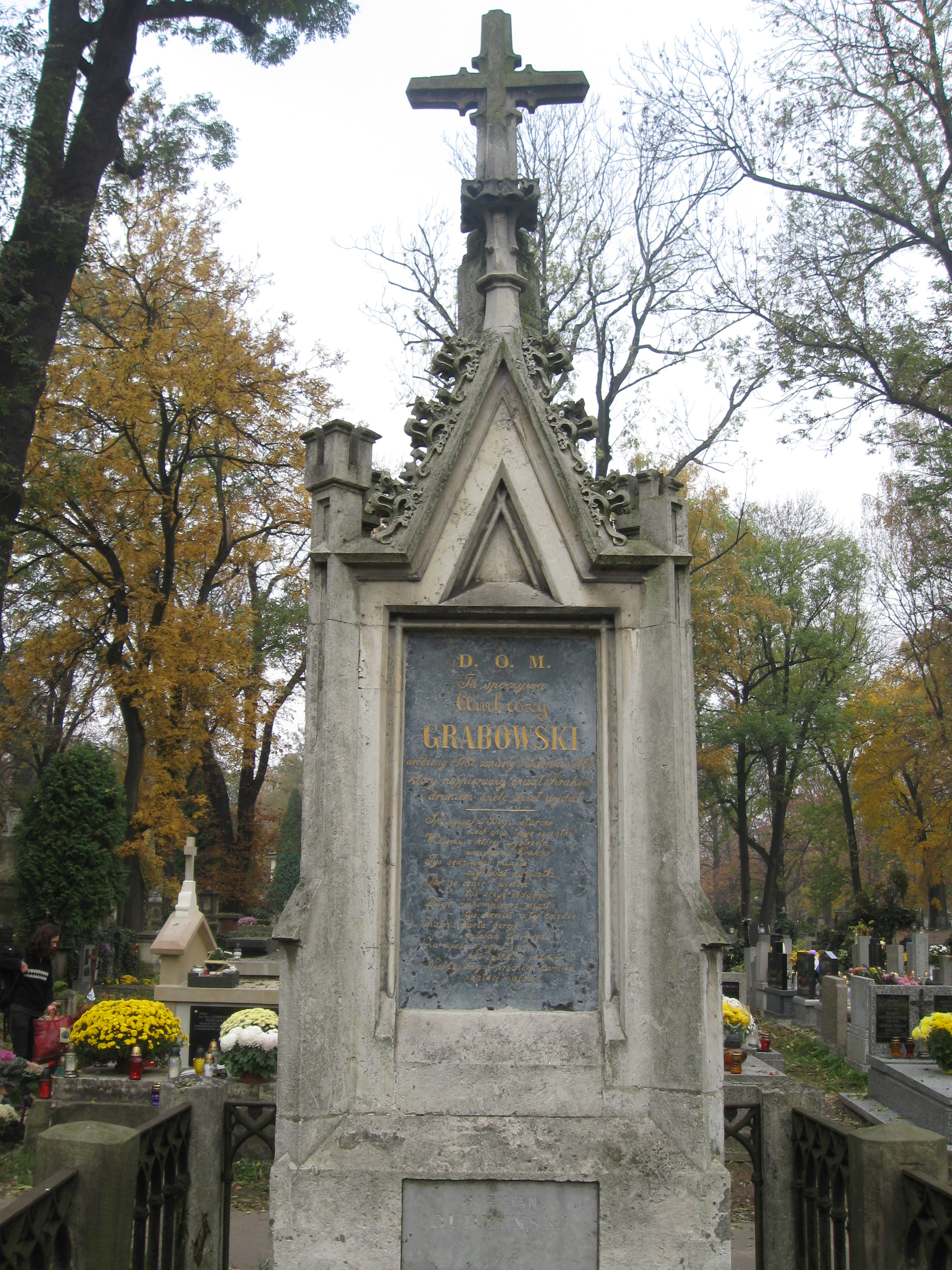
Grobowiec Ambrożego Grabowskiego na cmentarzu Rakowickim w Krakowie

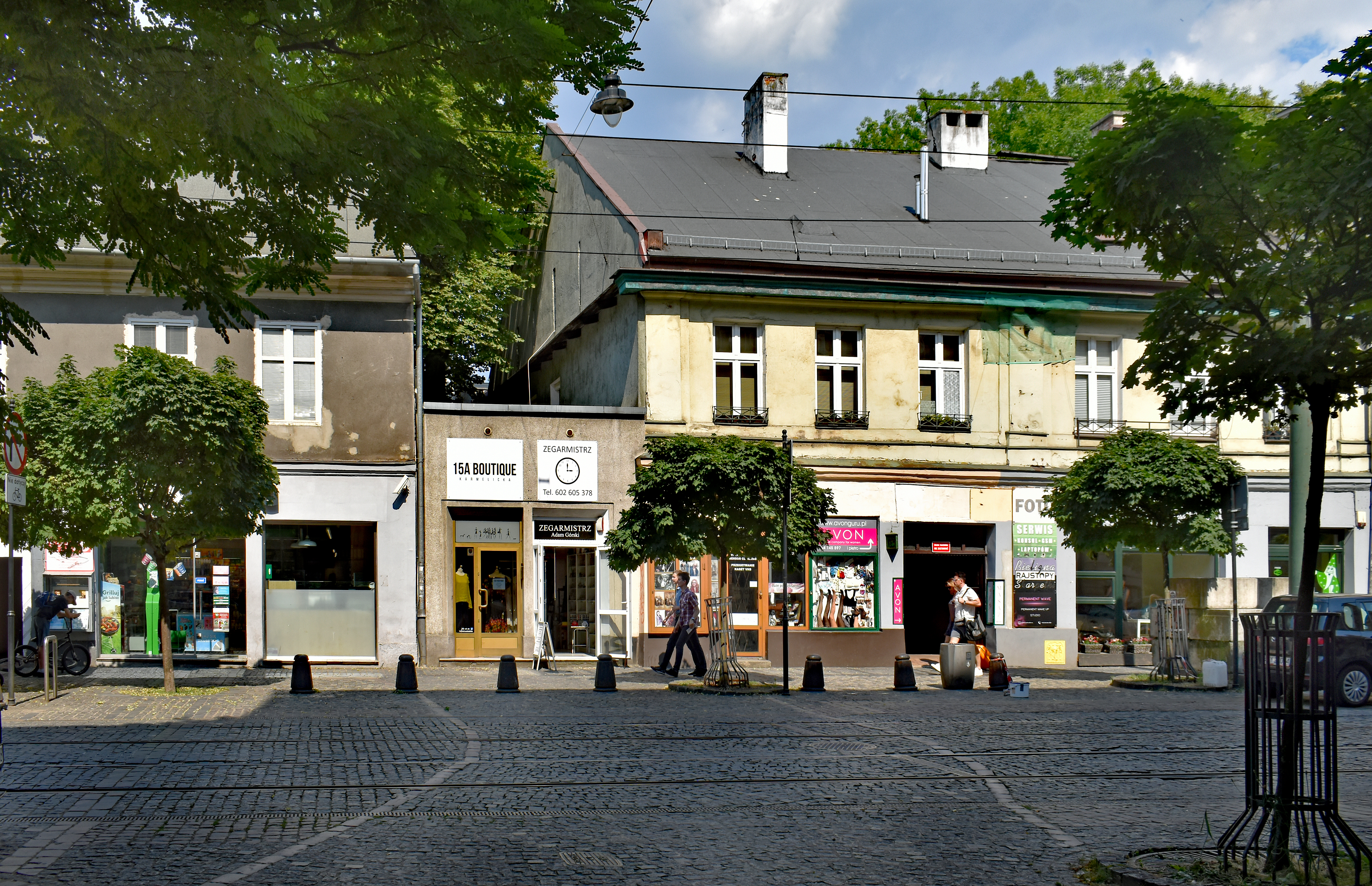
Dom Ambrożego Grabowskiego (po prawej)
Kraków ul. Karmelicka 15

Ambroży Grabowski (ur. 7 grudnia 1782 w Kętach, zm. 3 sierpnia 1868 w Krakowie) – polski historyk, księgarz, kolekcjoner, archeolog i antykwariusz, autor przewodników po Krakowie.

## Życiorys
Był synem Jana Chrzciciela Grabowskiego, organisty w kościele parafialnym w Kętach, i Teresy z Florkiewiczów. Miał sześć sióstr i dwóch braci. W szkole uczył się jedynie przez cztery lata. W wieku 14 lat opuścił Kęty i przyjechał do Krakowa i dzięki pomocy krewnego, dostał się na termin w księgarni Antoniego Gröbla. Po sześciu latach, w 1803 roku został subiektem, piastował także inne stanowiska, a po śmierci Gröbla, w 1807 roku został wspólnikiem nowego właściciela, Józefa Mateckiego. W latach 1818–1837 prowadził własną księgarnię przy Rynku Głównym 13.
Był dwukrotnie żonaty. W 1817 roku poślubił Józefę Nowakowską (1797–1832), a w 1833 roku Józefę Służewską (1797–1854). Z pierwszego małżeństwa miał syna Maksymiliana i dwie córki: Józefę, żonę Wiktora Kopffa i Marię, żonę Karola Estreichera, dyrektora Biblioteki Jagiellońskiej, z drugiego – syna Kazimierza i córkę Stefanię. Wnukami Ambrożego Grabowskiego byli Maria Estreicherówna i Stanisław Estreicher, prawnukami – Karol Estreicher, muzealnik, i Krystyna Grzybowska.
Pochowany został na cmentarzu Rakowickim w Krakowie, w grobowcu rodzinnym, w kwaterze 20.

## Działalność naukowa i kolekcjonerska
Był historykiem samoukiem, a szczególnie interesował się dziejami Krakowa. W 1822 roku wydał swój pierwszy przewodnik po mieście, zatytułowany Historyczny opis miasta Krakowa i jego okolic, następnie kilkukrotnie wznawiany pod tytułem Kraków i jego okolice.
W trakcie swoich badań po roku 1820 odkrył tożsamość autora ołtarza Mariackiego – Wita Stwosza. Jak sam pisał: Liczę do zasług moich, a tego mi nikt nie zaprzeczy, iż przyczyniłem się do chluby kraju naszego odkryciem i odszukaniem znakomitego artysty, rzeźbiarza Wita, o którym dotąd najmniejszej wiadomości nikt nie miał. Imię to, zapomniane przez wieki, udało mu się ustalić dzięki powiązaniu informacji pochodzących z dokumentów archiwalnych i publikacji z napisem na nagrobku Kazimierza Jagiellończyka. Pierwsze informacje na temat Stwosza Grabowski opublikował w 1830 roku w drugim wydaniu przewodnika Kraków i jego okolice, poszerzając je w kolejnym wydaniu z roku 1836. Grabowski pominął jednak informację o pochodzeniu Stwosza z Norymbergi, w zamian przedstawiając go jako krakowianina, co przez kolejne lata podtrzymywali także inni badacze. Dopiero ok. 1900 roku pogląd ten został zrewidowany.
Grabowski był także kolekcjonerem. Zbierał różnego typu przedmioty, przede wszystkim rękopisy (w tym dokumenty pergaminowe, listy), druki (ulotki, klepsydry, blankiety itp.) oraz ryciny, a oprócz tego sporządzał własnoręczne notatki i wypisy z różnych źródeł oraz prowadził zapiski o charakterze pamiętnikarskim. Materiały te zgromadził w około dwustu ogromnych tomach (tekach) mających charakter silva rerum. Jeszcze za życia większość z nich przekazał synowi Maksymilianowi, a po nim odziedziczył je jego syn Eugeniusz, który za namową Stanisława Estreichera w 1908 roku przekazał większość tek do Archiwum Aktów Dawnych w Krakowie – obecnie Archiwum Narodowego w Krakowie, gdzie znajdują się do dziś. Wcześniej jeszcze Estreicher uporządkował je i osygnował, nadając im numery od 1 do 164, a w 1909 roku wydał część jego zapisków w dwóch tomach pt. Wspomnienia Ambrożego Grabowskiego jako 40 i 41 tom serii „Biblioteka Krakowska”. Po śmierci Eugeniusza pozostałą część tek odziedziczył jego brat, Lucjan Grabowski, który przewiózł je do Lwowa. Gdy Lucjan zmarł w 1941 roku, jego spuścizną zajął się ówczesny dyrektor Zakładu Narodowego im. Ossolińskich, dzięki czemu część tek Grabowskiego wraz z księgozbiorem Ossolineum trafiły do Wrocławia. Pozostałe teki Grabowskiego przechowuje Biblioteka Naukowa Polskiej Akademii Umiejętności i Polskiej Akademii Nauk w Krakowie oraz rodzina i jako część Archiwum Estreicherów znajdują się w Towarzystwa Przyjaciół Sztuk Pięknych w Krakowie.

## Publikacje
Owocem długoletniej skrzętnej pracy są liczne, często ilustrowane dzieła, z których najważniejsze to:
- Krótkie przypowieści dawnych Polaków czyli Apophtegmata, anekdoty [...] : z rzadkich dzieł i rękopismów oyczystych zebrane (1819),
- Historyczny opis miasta Krakowa i jego okolic (1822, następne wyd. pt. Kraków i okolice jego w latach 1830, 1836, 1844),
- Starożytności historyczne polskie czyli Pisma i pamiętniki do dziejów dawnej Polski, listy królów i znakomitych mężów, przypowieści, przysłowia i.t.p. (1845),
- Ojczyste spominki w pismach do dziejów dawnéj Polski, diaryusze, relacye, pamiętniki i.t.p. służyć mogące do objaśnienia dziejów krajowych tudzież listy historyczne do panowania królów Jana Kazimiérza i Michała Korybuta oraz listy Jana Sobieskiego marszałka i hetmana wielkiego koronnego (1845),
- Dawne zabytki miasta Krakowa. Przypomnienia przeszłości o niektórych starożytnych zwyczajach miesczan [!] krakowskich, o bramach, basztach i wszelkich tej niegdyś stolicy kraju obronach. Zz dodatkiem różnych do dziedziny pamiątek należących wiadomości (1850),
- Starożytnicze wiadomości o Krakowie. Zbiór pism i pamiętników tyczących się opisowej i dziejowej przeszłości, oraz zwyczajów tej dawnej stolicy kraju z dodatkiem różnych szczegółów Polaków zająć mogących (1852),
- Skarbniczka naszej archeologji obejmująca średniowiekowe pomniki wojennego budownictwa Polaków, wiadomości do dziejów sztuk pięknych w Polsce, oraz wspomnienia z naszej przeszłości i.t.p. (Lipsk 1854, z 39 wizerunkami baszt i bram krakowskich).

## Upamiętnienie
Imieniem Ambrożego Grabowskiego nazwana została ulica w Krakowie – przecznica ulicy Karmelickiej.